# Iki (mỹ học)
Iki (いき 意気, "ý khí", nghĩa đen là "quý phái, thời trang" (chic, stylish)) là một khái niệm trong mỹ học, cơ sở được cho là đã được hình thành giữa các dân thường có phong cách tao nhã (Chōnin) ở Edo trong thời kỳ Tokugawa. Iki đôi khi bị hiểu lầm chỉ đơn giản là "bất cứ điều gì của Nhật Bản", nhưng nó thực sự là một lý tưởng thẩm mỹ cụ thể, phân biệt với những khái niệm thanh tao hơn về sự siêu việt hay nghèo túng. Như vậy, samurai, ví dụ, sẽ thường, như một tầng lớp, được coi là không có những iki (xem yabo). Đồng thời, cá nhân các chiến binh thường được vẽ nên theo trí tưởng tượng phổ biến hiện nay như thể hiện những lý tưởng về iki của một cách phong cách rõ ràng và thẳng thắn, kiên định. Thuật ngữ này trở nên phổ biến trong giới trí thức hiện đại thông qua cuốn sách The Structure of "Iki" (Cấu trúc của "Iki") (1930) bởi Kuki Shūzō.

## Diễn giải
Iki, đã nổi lên từ tầng lớp thương nhân Nhật Bản, có thể xuất hiện trong một số cách diễn đạt hiện đại hơn của thẩm mỹ Nhật Bản so với các khái niệm như wabi-sabi. Thuật ngữ này thường được sử dụng trong văn viết và văn nói, nhưng không nhất thiết phải độc quyền với các thể loại vẻ đẹp khác.
Iki là một biểu hiện của sự đơn giản, tinh xảo, tự nhiên và độc đáo. Nó biểu thị cho sự phù du, lãng mạn, đơn giản, điều độ, táo bạo, thông minh và vô thức.
Iki không biểu thị cho sự tinh tế quá mức, kiêu kì, phức tạp, sặc sỡ, bóng bẩy, làm dáng, hoặc nói chung, dễ thương. Đồng thời, iki có thể biểu hiện bất kỳ đặc điểm nào trong tập đó một cách thông minh, trực tiếp và không nao núng.
Iki có thể biểu hiện một đặc điểm cá nhân, hoặc hiện tượng nhân tạo phô bày ý chí hay ý thức con người. Iki không được sử dụng để mô tả các hiện tượng tự nhiên, nhưng có thể được thể hiện trong sự đánh giá của con người về vẻ đẹp tự nhiên, hoặc trong bản chất của con người. Murakami Haruki, người viết theo một phong cách rõ ràng và không nao núng—với sự đa cảm, phi thường, siêu thực trong các tác phẩm—được mô tả là hiện thân của iki. Đối lập với nó, Kawabata Yasunari (1899-1972) viết theo một mạch văn đậm chất thơ ca hơn, với một cái nhìn cận cảnh vào sự "phức tạp" trong nội tâm nhân vật của ông, trong khi các tình huống và môi trường xung quanh thể hiện một loại wabi-sabi. Điều đó nói rằng, sự khác biệt về phong cách thể có xu hướng phân nhánh từ một chủ cảm xúc tương tự. Thật vậy, iki được gắn liền một cách mạnh mẽ với các xu hướng về phong cách.

## So sánh với các thuật ngữ khác

### Ikivàtsū
Lý tưởng vô hạn của tsū (通) có thể được nói đến như sự tham chiếu một học thức cao nhưng nhưng không nhất thiết phải trang trọng. Cảm thức iki/tsu chống lại sự bị phân tích trong bối cảnh của các quy tắc quá cụ thể về những gì có thể được coi là thô tục hoặc thô kệch.
Iki và tsu được coi là đồng nghĩa trong một số tình huống, nhưng tsu chỉ đề cập đến con người, trong khi iki có thể đề cập đến các các tình huống/đối tượng. Trong cả hai lý tưởng, tính chất tinh tế không mang tính học thuật trong tự nhiên. Tsu đôi khi liên quan đến sự ám ảnh quá mức và vẻ thông thái về văn hoá (nhưng không học thuật), và trong trường hợp này, nó khác biệt so với iki, vốn không tồn tại sự ám ảnh. Tsu được sử dụng, ví dụ, để biết được cách đánh giá đúng cách (ăn) ẩm thực Nhật Bản (sushi, tempura, soba etc.). Tsu (và một vài phong cách iki) có thể trao đổi giữa người với người qua hình thức "tiền boa" (tips). Khi tsu tập trung nhiều hơn vào kiến thức, điều này có thể được coi là hời hợt từ góc nhìn của iki, từ khi iki không thể dễ dàng đạt được bằng học hỏi.

### Ikivàyabo
Yabo (野暮) là phản nghĩa của iki. Busui (無粋), nghĩa đen là "không iki," đồng nghĩa với yabo.

### Ikivàsui
Ở khu vực Kamigata hoặc Kansai, lý tưởng về sui phổ biến hơn. Sui cũng được đại diện bởi chữ kanji "粋". Cảm thức về sui tương tự như iki nhưng không giống nhau, phản ánh những sự khác biệt về vùng miền. Các bối cảnh của cách sử dụng của chúng cũng khác nhau.